# Sbor krále Jiřího z Poděbrad
Sbor krále Jiřího z Poděbrad v Jenišovicích je jeden z prvních kostelů Československé církve husitské na území Československé republiky.

## Důvod vzniku kostela
Jenišovice mají na svém katastrálním území dva kostely – katolický a československý husitský. Důvodem byla silná podpora nově vzniklé církve po roce 1918 v obci a následné rozmíšky mezi členy obou náboženských obcí (katolický kostel sloužil nové církvi).

## Historie
Myšlenka na výstavbu kostela Československé církve husitské vznikla po konverzi asi 90 % obyvatel Jenišovic k nově vzniklé církvi po roce 1920. Důvodem bylo spojování Římskokatolické církve s císařským mocnářstvím (jednání o přidružení národa pod Pravoslavnou církev vyšla naprázdno, proto reformní kněží založili církev novou).
Za vznikem kostela stojí zdejší původně katolický kněz Gustav Adolf Procházka. Ten ustanovil 8. února 1920 místní farní obec nově vzniklé církve. Bohoslužby se konaly do roku 1924 v místním kostele sv. Jiří, přechodně pak ve školní budově. Katolíci museli chodit na mše, křty a další obřady do kaple na zámku v Hrubém Rohozci.
Protože farníci Československé církve husitské využívali katolický kostel, docházelo mezi obyvateli k nábožensky motivovaným třenicím. V roce 1920 došlo například ke zničení sochy sv. Jana Nepomuckého na návsi, obě strany si navzájem rozbíjely okna apod. Československá náboženská obec se proto v roce 1926 rozhodla postavit si vlastní kostel. Složili se farníci z několika sousedících obcí (jména obcí jsou dodnes patrná na fasádě kolem hlavního portálu kostela). Přispět bylo tehdy ctí – ať už penězi, výpomocí na stavbě nebo materiálem.
Jako vhodná lokalita byl zvolen prostor mezi parkem u návsi a farou. Z důvodu starobylé poutní tradice sv. Jiří v obci nebyl kostel pojmenován Husův sbor jako jinde, ale Sbor krále Jiřího z Poděbrad.
Kostel byl slavnostně otevřen 7. července 1929.

## Funkce kostela
Kromě funkce modlitebny sloužil kostel mnoha dalším účelům. Ve vytápěném suterénu (vchod od návsi) byla již před válkou Mateřská škola, pak kampelička a posléze kancelář JZD a lékařská ordinace.
V modlitebně se konají příležitostné koncerty a výstavy (například při příležitosti slavnostního rozsvícení vánočního stromu v obci) a poslední rozloučení.

## Současný stav
V současné době se hledá nové využití kostela. Je zde zavedena elektřina, voda i kanalizace. Ze suterénu vystupují dva komíny.
Interiér je dobře zachovalý.
V plánu je renovace vnější fasády a oken.
Mezi roky 2014 a 2016 byla po nutné rekonstrukci v suterénní části kostela v provozu cukrárna a kavárna s předzahrádkou.

## Fotografie z kostela

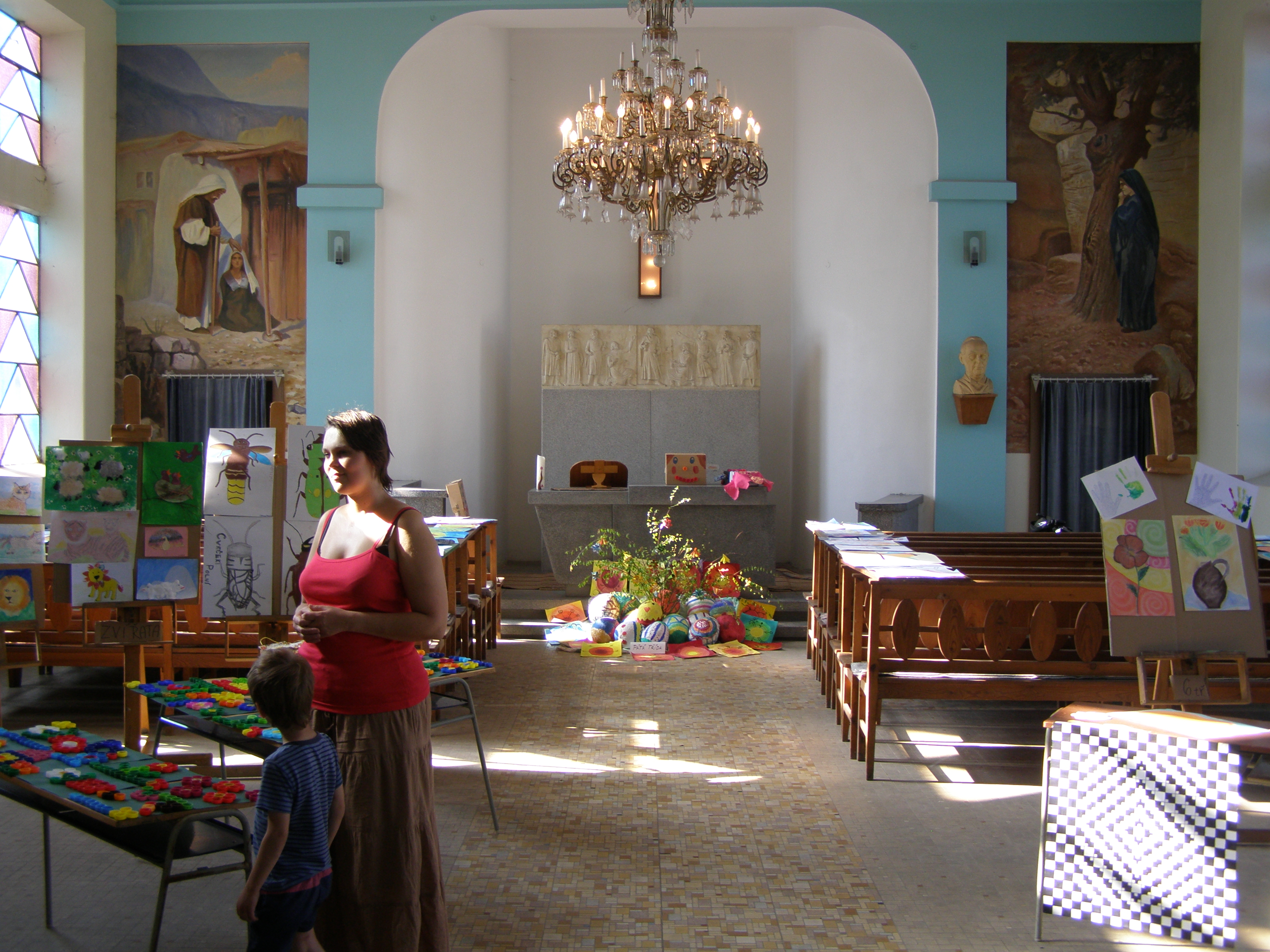
Interiér v roce 2012 (výstava prací ZŠ Jenišovice)
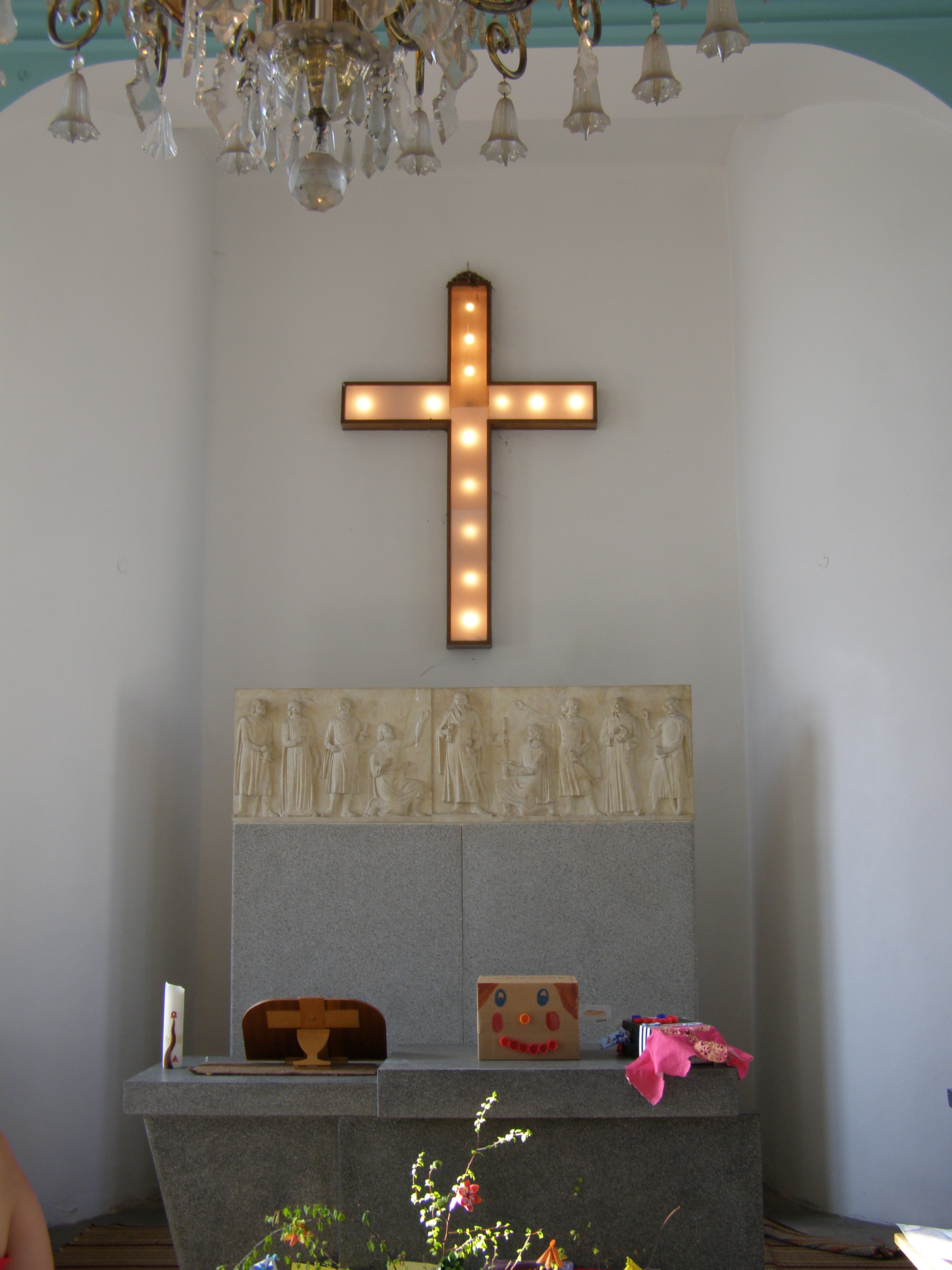
Oltář
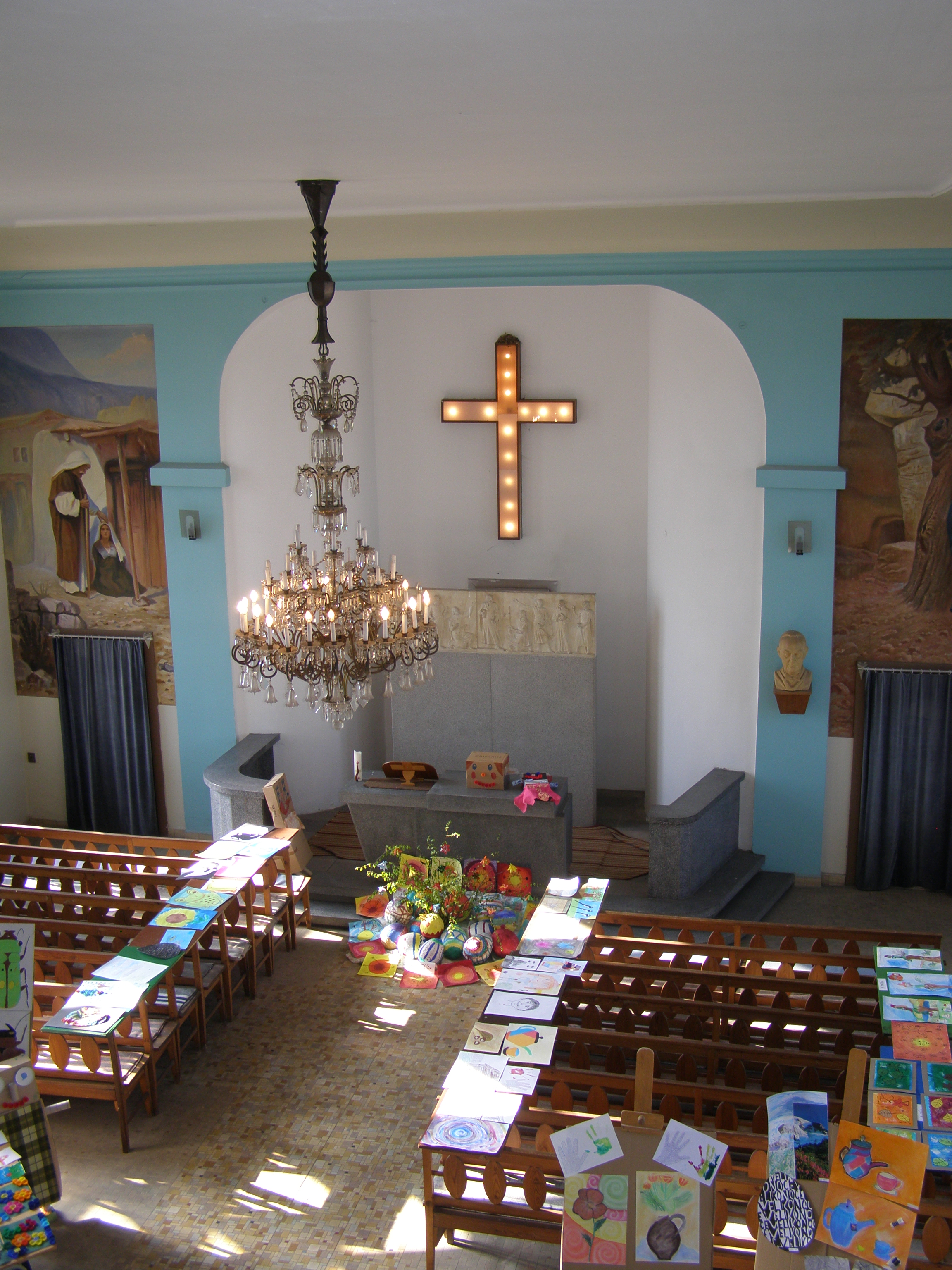
Pohled z balkonu
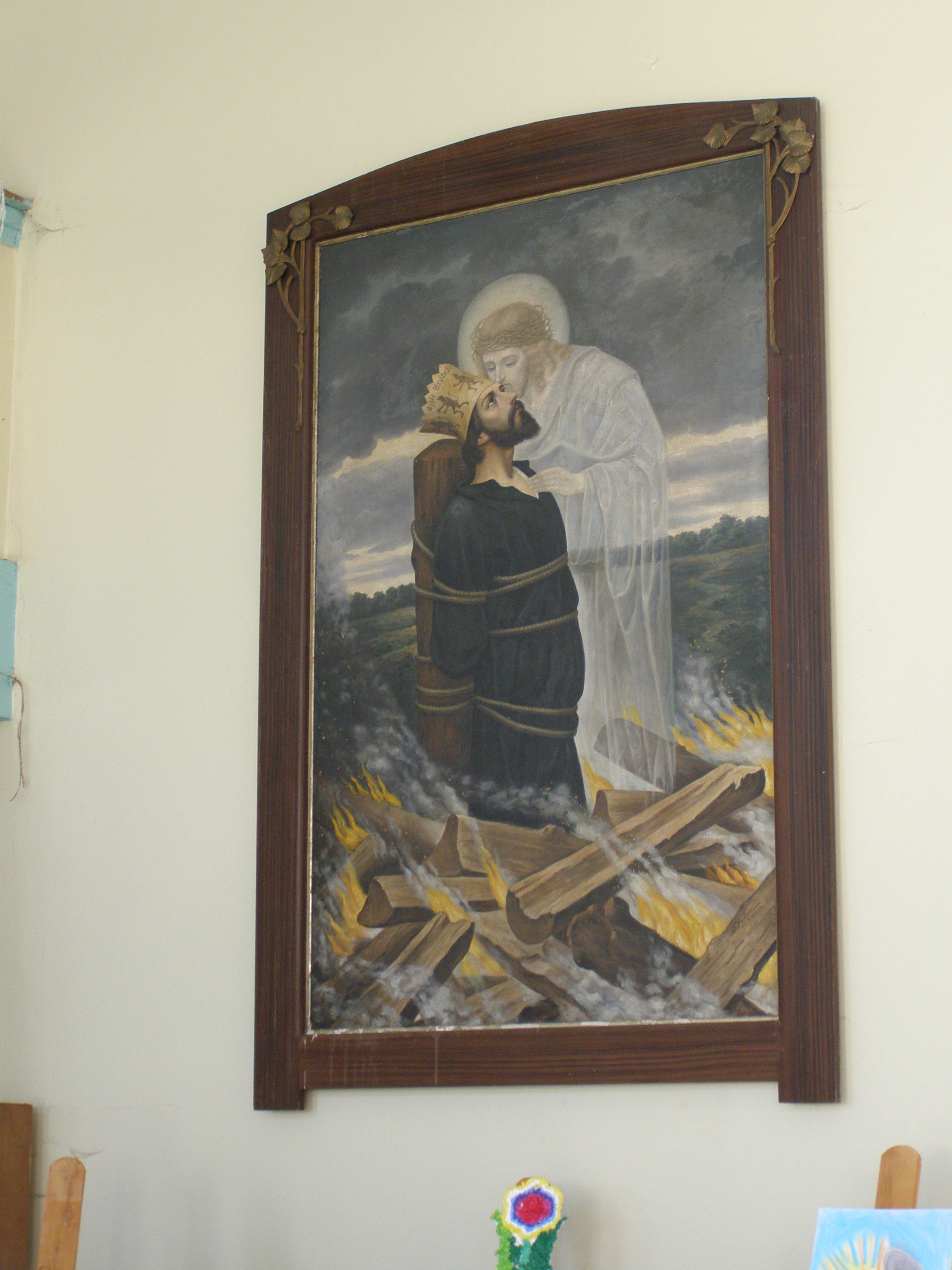
Obraz Upálení Jana Husa
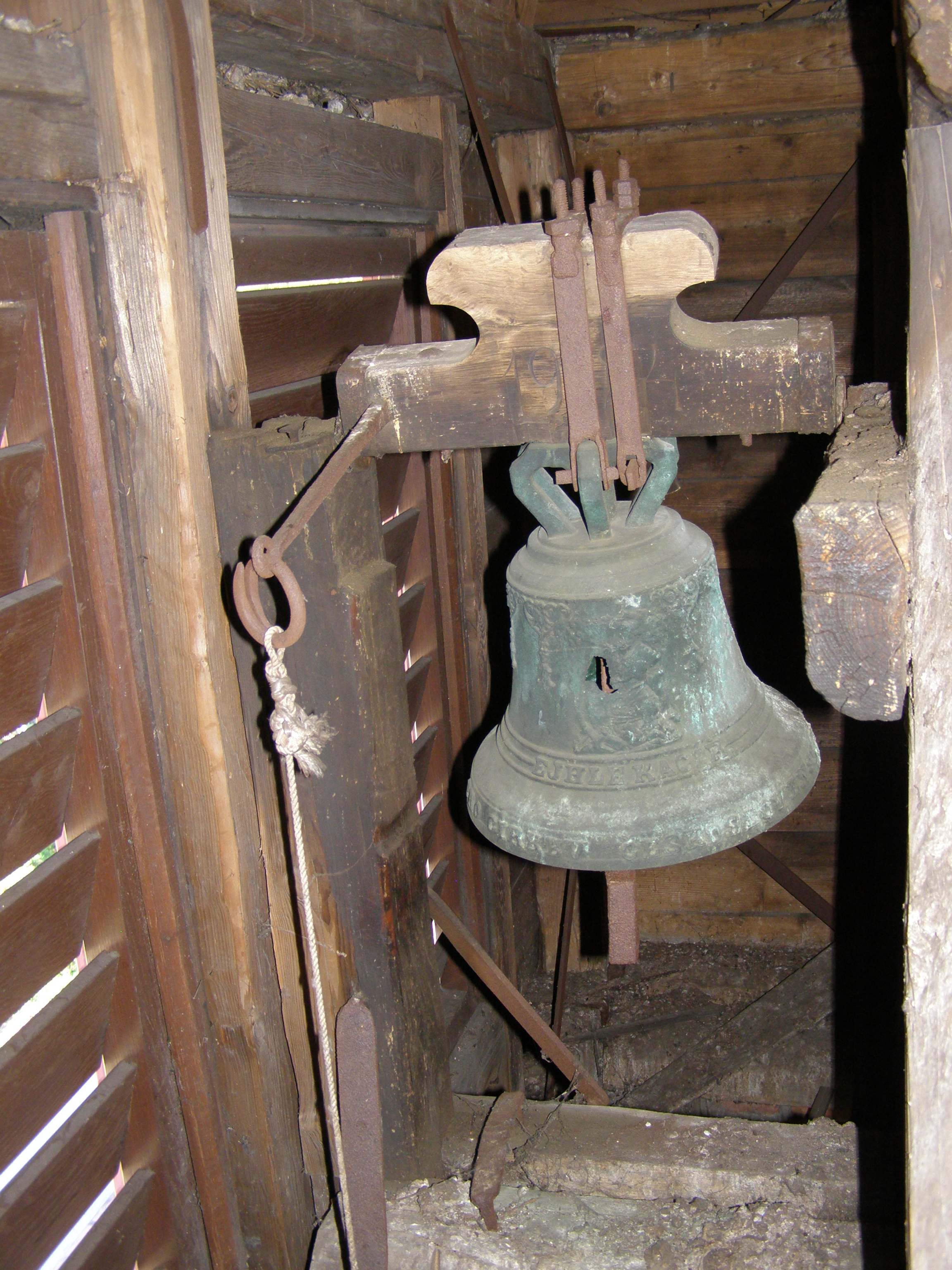
Zvon ve věži kostela (jeden ze dvou)
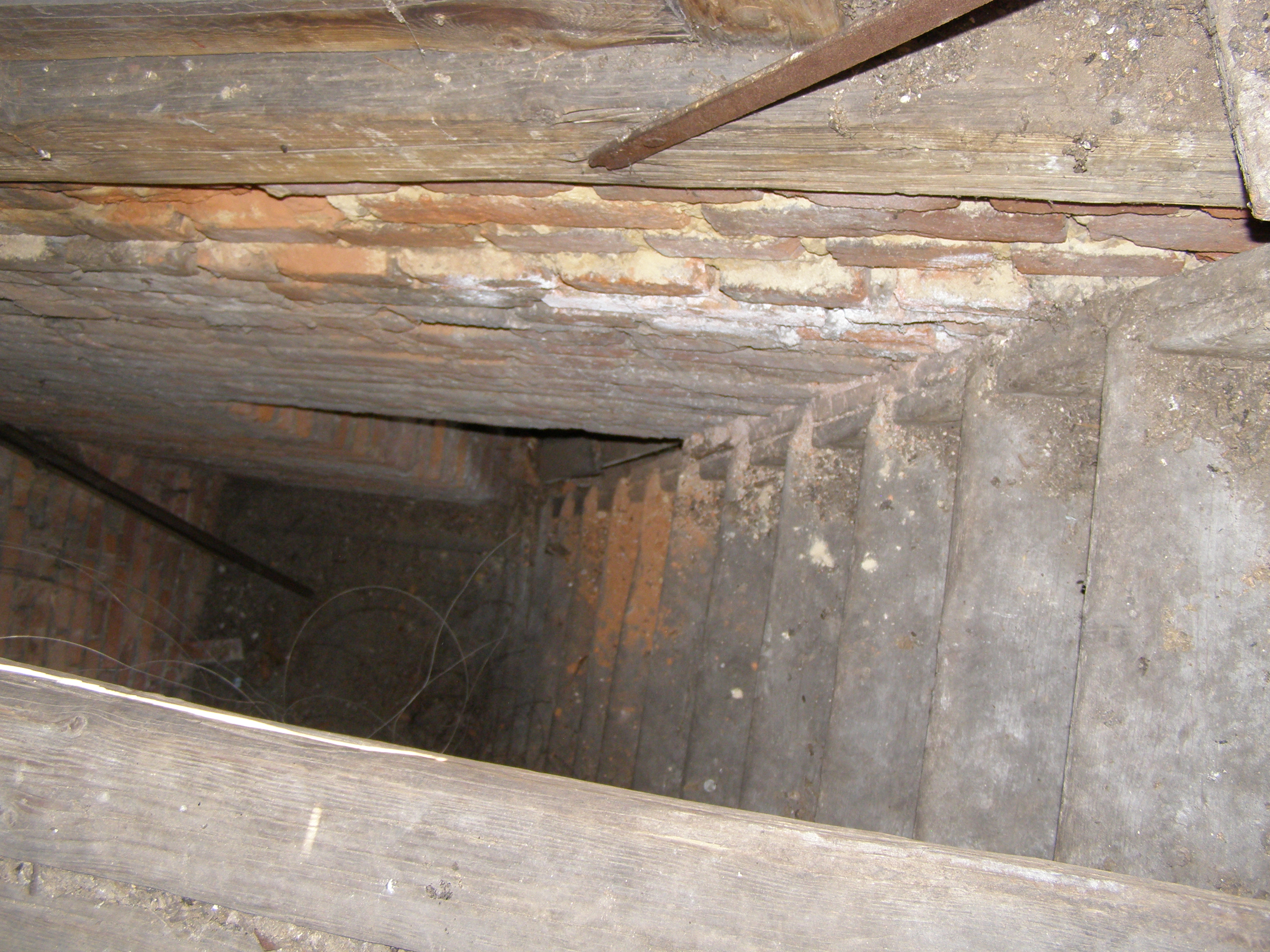
Schody na věž
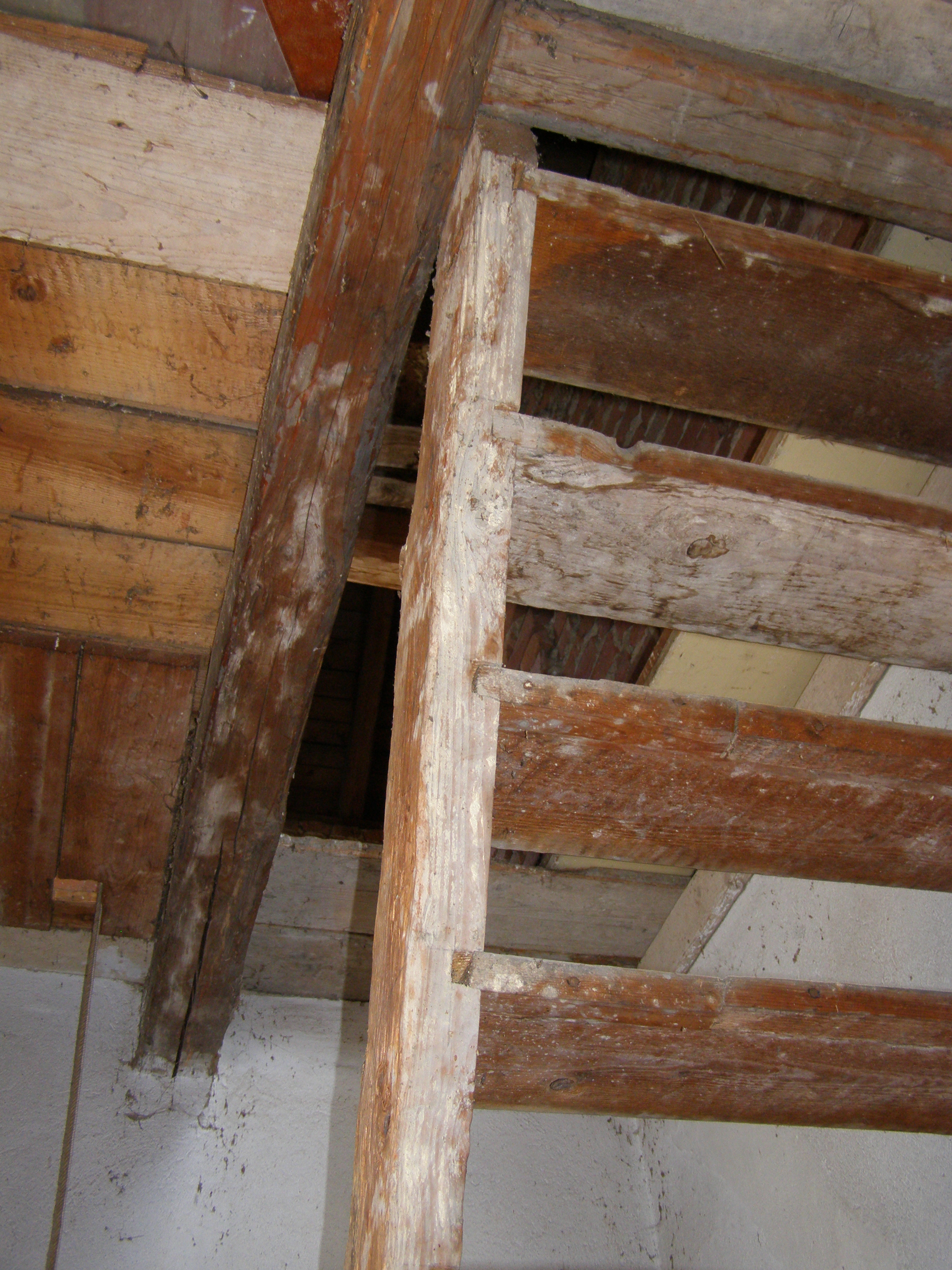
Schody na věž
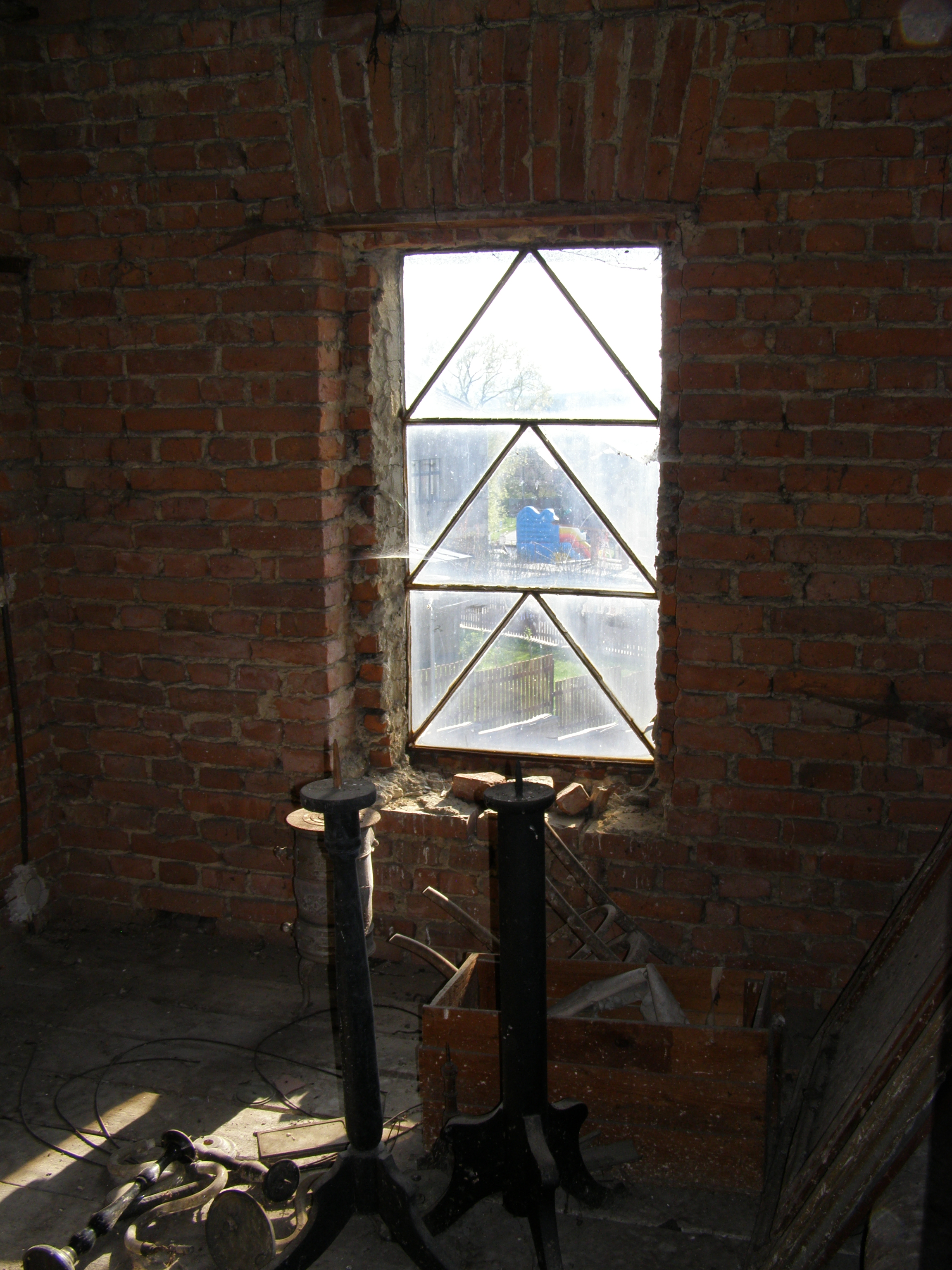
Interiér věže
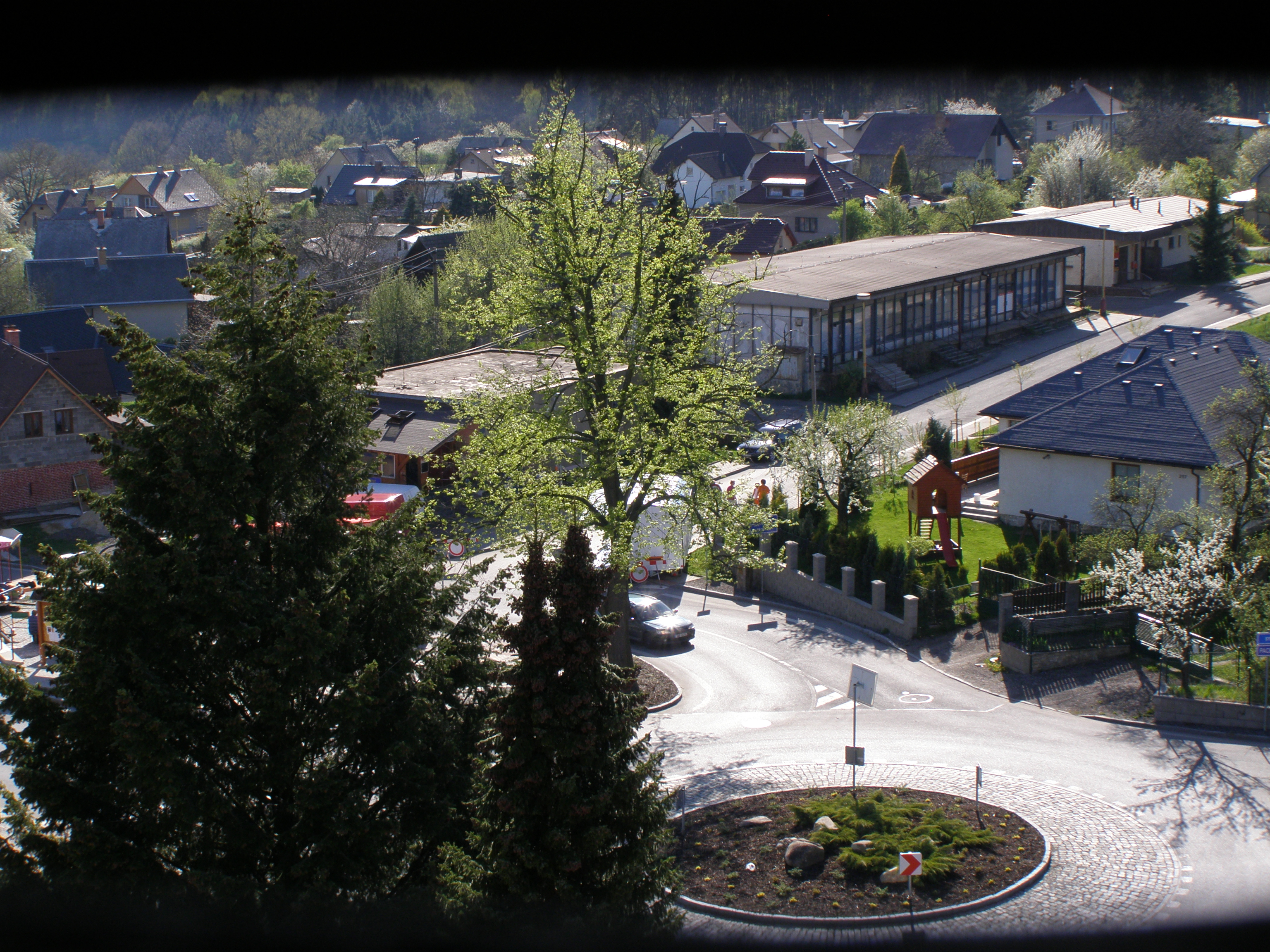
Výhled z věže na náves